# Khongorzul Ganbaatar
Khongorzul Ganbaatar oder Khongorzul (mongolisch Ганбаатарын Хонгорзул, Ganbaataryn Chongordsul; * 7. April 1973) ist eine mongolische Urtyn-duu-Sängerin.
Khongorzul wuchs in der mongolischen Provinz Chentii auf, wo sie den traditionellen mongolischen Urtyn duu (Langgesang) kennenlernte, eine Art des Gesangs, bei der jede Silbe des Textes so lang gedehnt wird, dass ein mehrminütiges Lied aus zehn Wörtern bestehen kann. Sie bewarb sich beim Chan-Chentii-Ensemble (mong. Хан Хэнтий чуулга), dem Volkslied- und Tanzensemble des Aimag Chentii und wurde als Mitglied aufgenommen.
Eine professionelle Musikausbildung erwarb sie erst ab 1998 an der Universität von Ulaanbaatar. Im gleichen Jahr gewann sie den Wettbewerb der professionellen Urtyn-duu-Sänger. Seitdem trat sie in Ulaanbaatar als Solistin mit dem mongolischen Theater für nationalen Tanz und Volksgesang und dem Traditionellen Musik- und Tanztheater auf. 
Konzertreisen führten sie in die USA, nach Russland, Japan und China und verschiedene Staaten Europas. Sie trat u. a. in der Carnegie Hall, dem Hollywood Bowl, der Suntory Hall, der Royal Albert Hall, am Bolschoi-Theater und am Concertgebouw auf. Sie nahm an Tourneen von Yo-Yo Mas Silk Road Ensemble teil und wirkte an dessen Album When Strangers Meet mit.